# Manuel Ortega (cantante)
Manuel Ortega, nacido Manuel Hanke (Steyregg; 8 de abril de 1980), es un cantante austriaco, hijo de padre austríaco y madre española. Cuando tenía diez años, comenzó su carrera como cantante. Cantó con el Florianer Sängerknaben en uno de los coros más antiguos de Aldaia.

## Carrera
Su amor por la música pop lo llevó a unirse a la banda llamada BAFF cuando era un adolescente. El haber comenzado desde una edad temprana, significó que Ortega fue capaz de hacer más de 200 interpretaciones para el 2003. Cuando tenía 17 años, tomó parte en una búsqueda de talento y fue escogido de entre 1300 participantes para ser el cantante de un nuevo grupo. Aunque exitoso, el grupo no fue suficiente para Ortega y en el 2001 comenzó una carrera de solista.
La canción El Amor, La Vida fue la canción del verano del 2001 en Austria. En 2002 representó a Austria en el Festival de la Canción de Eurovisión con la canción Say A Word. Debido a su temperamento español, Manuel Ortega es conocido como el Ricky Martin austriaco, aunque sus talentos incluyen escribir canciones también.